# Павлов Олексій Миколайович
Павлов Олексій Миколайович (1922—1995) — льотчик-ас, полковник Радянської Армії, учасник Німецько-радянської війни, Герой Радянського Союзу (1945).

## Біографія
Олексій Павлов народився 25 лютого 1922 року у селищі Косине (нині — у межах Москви). Закінчив середню школу. У 1940 році Павлов був призваний на службу до Робітничо-селянської Червоної Армії. 1942 року він закінчив Качинську військову авіаційну школу льотчиків. З травня 1943 — на фронтах Німецько-радянської війни.
До кінця січня 1945 року гвардії старший лейтенант Олексій Павлов командував ланкою 156-го гвардійського винищувального авіаполку 12-ї гвардійської винищувальної авіадивізії 1-го гвардійського штурмового авіакорпусу 2-ї повітряної армії 1-го Українського фронту. На той час він здійснив 224 бойові вильоти, взяв участь у 40 повітряних боях, особисто збивши 16 ворожих літаків. У боях двічі легко поранений.
Указом Президії Верховної Ради СРСР від 10 квітня 1945 року за «зразкове виконання бойових завдань командування на фронті боротьби з німецькими загарбниками та виявлені при цьому відвагу та геройство» гвардії старший лейтенант Олексій Павлов був удостоєний звання Героя Радянського Союзу Золота Зірка".
До 9 травня 1945 року гвардії капітан О. М. Павлов виконав близько 300 бойових вильотів, провів 47 повітряних боїв, особисто збив 17 літаків.
Після закінчення війни Павлов продовжив службу у Радянській Армії. 1952 року він закінчив Військово-повітряну академію. У 1976 році в званні полковника Павлова було звільнено в запас. Проживав та працював у Москві.
Помер 10 травня 1995 року, похований на Троєкурівському цвинтарі Москви. Був також нагороджений двома орденами Червоного Прапора, орденом Олександра Невського, двома орденами Великої Вітчизняної війни 1-го ступеня, орденом Великої Вітчизняної війни 2-го ступеня, трьома орденами Червоної Зірки, рядом медалей.